# 福利 (索姆省)
福利（法語：Folies，法語發音：[fɔli] ⓘ）是法国上法蘭西大區索姆省的一个市镇，属于蒙迪迪耶区。

## 地理
福利（49°45'38"N, 2°40'18"E）面积5.63 平方千米，位于法国上法蘭西大區索姆省，该省份为法国北部沿海省份，北起加来海峡省和北部省，西接滨海塞纳省和大西洋英吉利海峡，南至瓦兹省，东临埃纳省。
与福利接壤的市镇（或旧市镇、城区）包括：阿尔维莱尔、桑泰尔地区博福尔、布舒瓦尔、勒凯内勒、桑泰尔地区鲁夫鲁瓦、瓦尔维莱尔。
福利的时区为UTC+01:00、UTC+02:00（夏令时）。

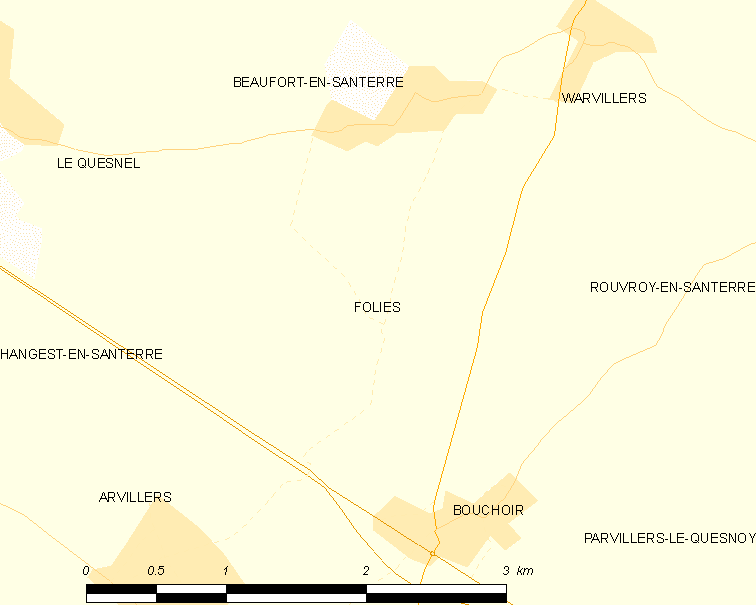
福利的OSM定位图

## 行政
福利的邮政编码为80170，INSEE市镇编码为80320。

## 政治
福利所属的省级选区为莫勒伊县。

## 人口

1962-2008年间福利人口变化图示

福利于2022年1月1日时的人口数量为154人。